# Orectolobus
Orectolobus es un género de elasmobranquios Orectolobiformes de la familia Orectolobidae . 

## Especies
Incluye un total de 10 especies descritas:
- Orectolobus floridus Last & Chidlow, 2008[3]
- Orectolobus halei Whitley, 1940[4]
- Orectolobus hutchinsi Last, Chidlow & Compagno, 2006[5]
- Orectolobus japonicus Regan, 1906 (tiburón alfombra japonés)[6]
- Orectolobus leptolineatus Last, Pogonoski & White, 2010[7]
- Orectolobus maculatus (Bonnaterre, 1788) (tiburón alfombra manchado)[8]
- Orectolobus ornatus (De Vis, 1883) (tiburón alfombra jaspeado)[9]
- Orectolobus parvimaculatus Last & Chidlow, 2008[10]
- Orectolobus reticulatus Last, Pogonoski & White, 2008[11]
- Orectolobus wardi Whitley, 1939 (tiburón alfombra norteño)[12]